# Suddivisioni del Ciad
In Ciad, dal 2018, con l'entrata in vigore della nuova costituzione del 4 maggio 2018 esistono due livelli di collettività amministrative, le province e i comuni.
Le province sono ulteriormente divise in un livello intermedio, i  dipartimenti.
Le province sono 23, i dipartimenti sono 107 e i comuni sono 377.

## Storia
Prima dell'indipendenza, in epoca coloniale francese, il Ciad era diviso dapprima (1935-1947) in 10 dipartimenti e dal 1947 fino al 1960 in nove regioni.
Nel 1960, anno dell'ottenimento dell'indipendenza, il territorio venne diviso in 14 prefetture, nel 1999 il paese venne diviso in 28 dipartimenti.
La riforma delle "collettività territoriali" dell'ottobre del 2002, entrata in vigore in fasi progressive, portò il paese ad essere suddiviso in 17 regioni, 47 dipartimenti e 199 comuni a cui si aggiungeva la città a statuto speciale di N'Djamena.
Nel 2012 le regioni divennero 23, dall'agosto del 2018 hanno assunto il nome di province.